# Musée ferroviaire arménien
Le musée ferroviaire arménien (en arménien : Հայաստանի երկաթուղու թանգարան) est un musée ferroviaire installé dans la gare d'Erevan en Arménie,.

## Création
Le musée est inauguré le 31 juillet 2009 à l'initiative de la compagnie de chemin de fer du Caucase du Sud (en) (SCR), opérateur ferroviaire en Arménie appartenant à la compagnie des chemins de fer russes,,. Il est installé dans la gare centrale d'Erevan.

## Collections
L'histoire du chemin de fer arménien est racontée de 1896 à nos jours ceci en dix étapes. L'exposition comprend des copies de documents historiques sur la construction de passages à niveau en Arménie, des photographies de vieux trains, des modèles de trains anciens et modernes et des équipements ferroviaires.
Certaines pièces sont des présents de la compagnie des chemins de fer russes.

## Galerie

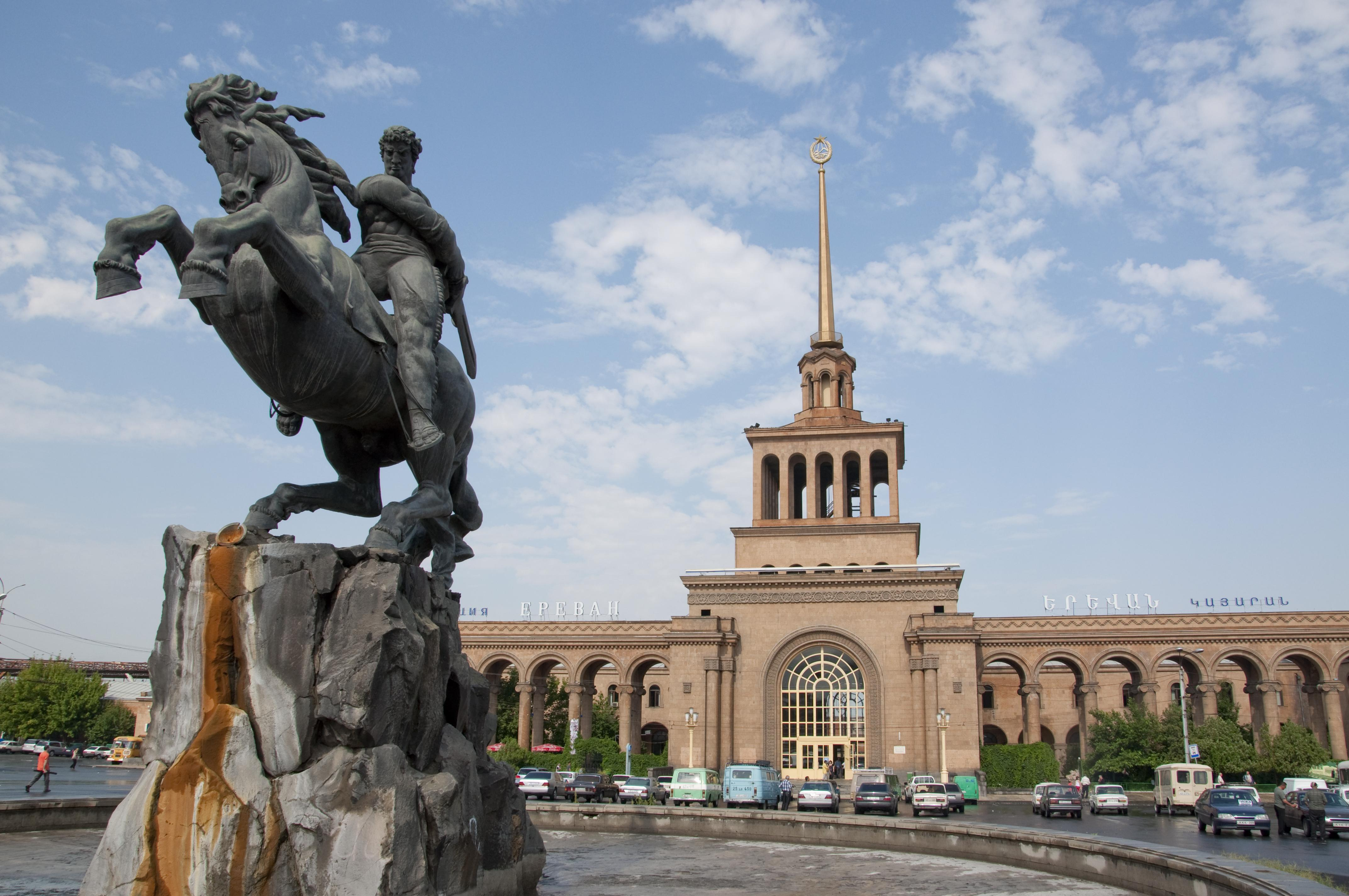
Le bâtiment du musée.
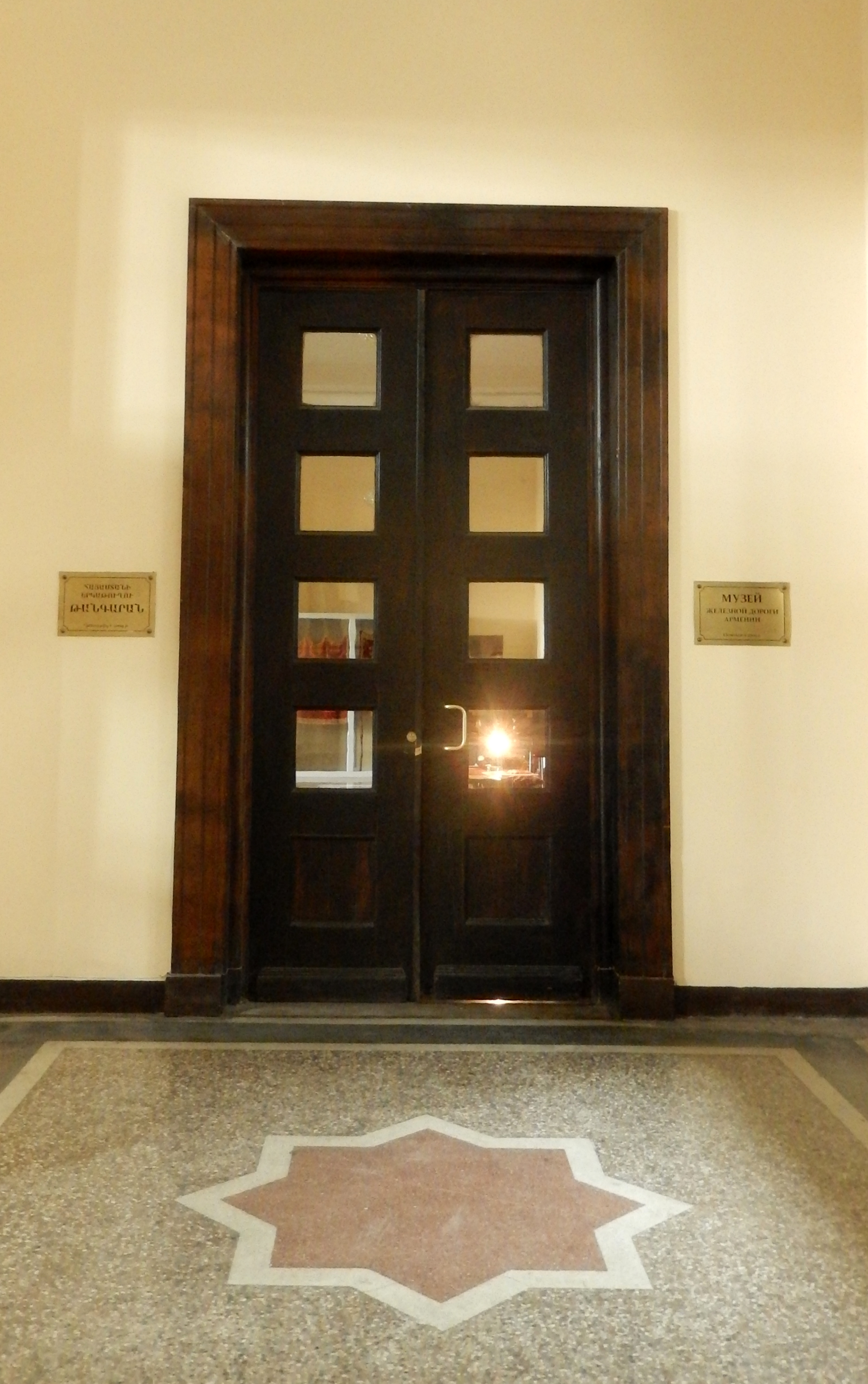
Entrée du musée.
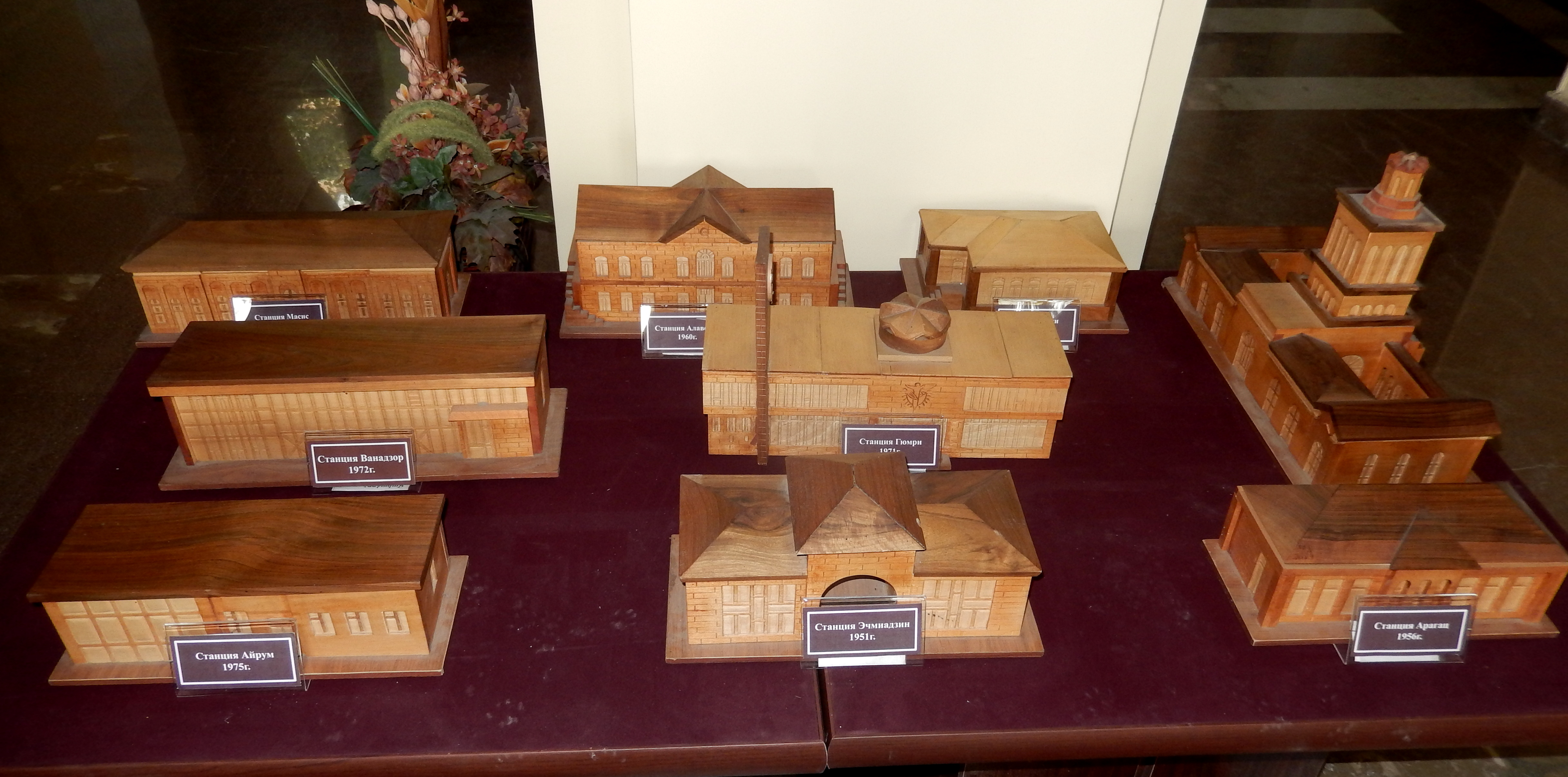
maquettes de gares arméniennes
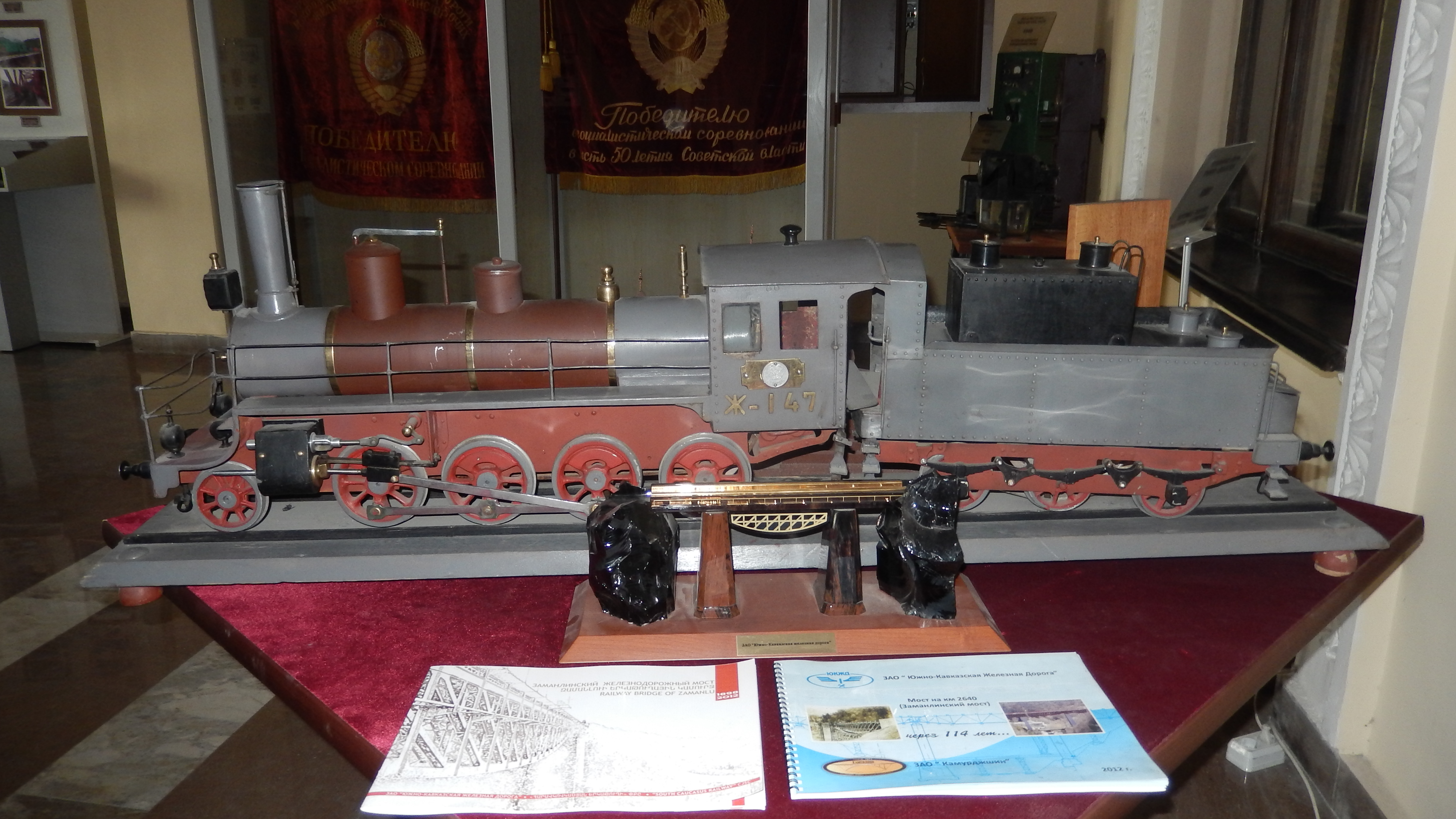
Maquette de locomotive.
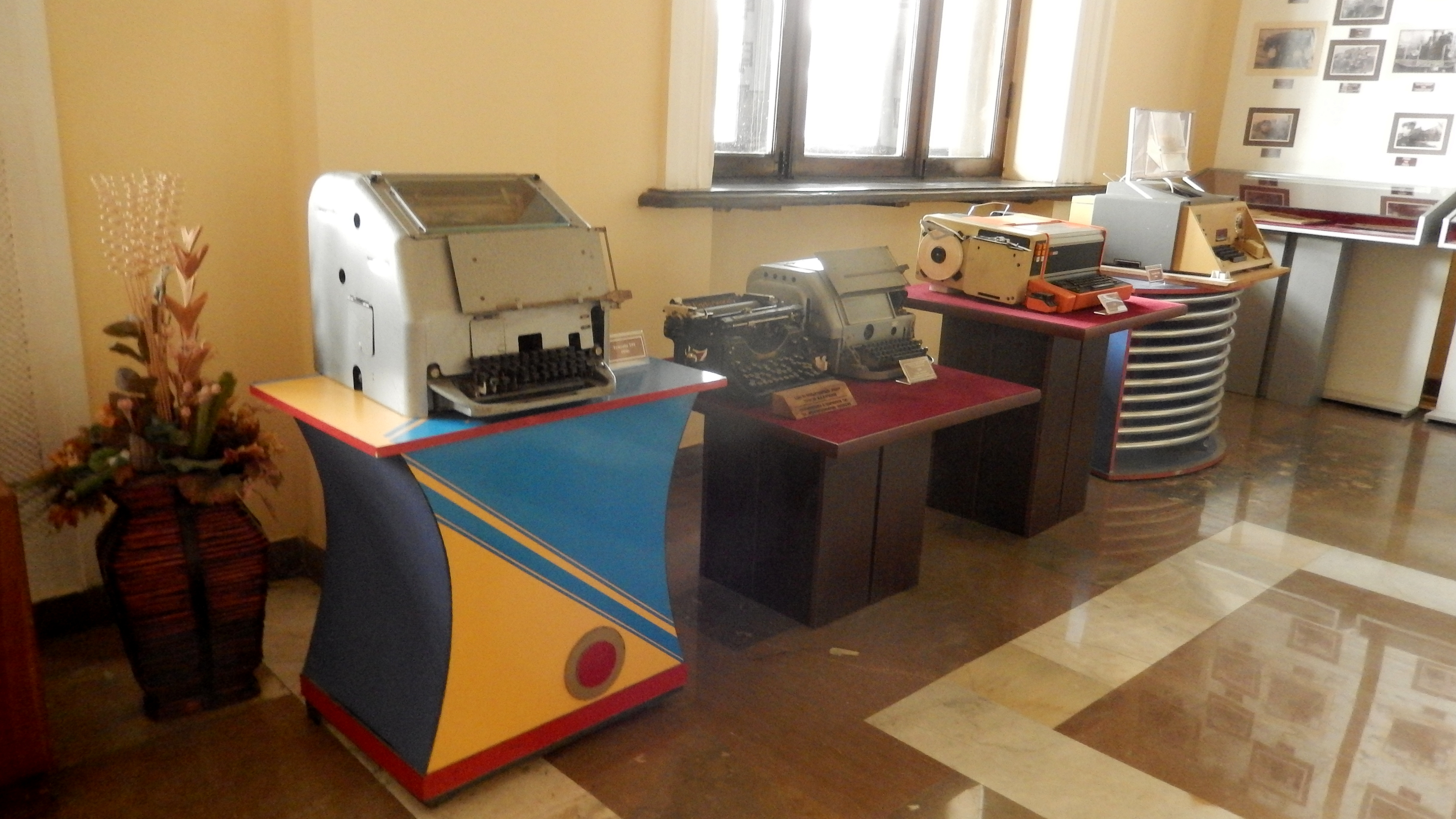
Matériel utilisé dans une gare.
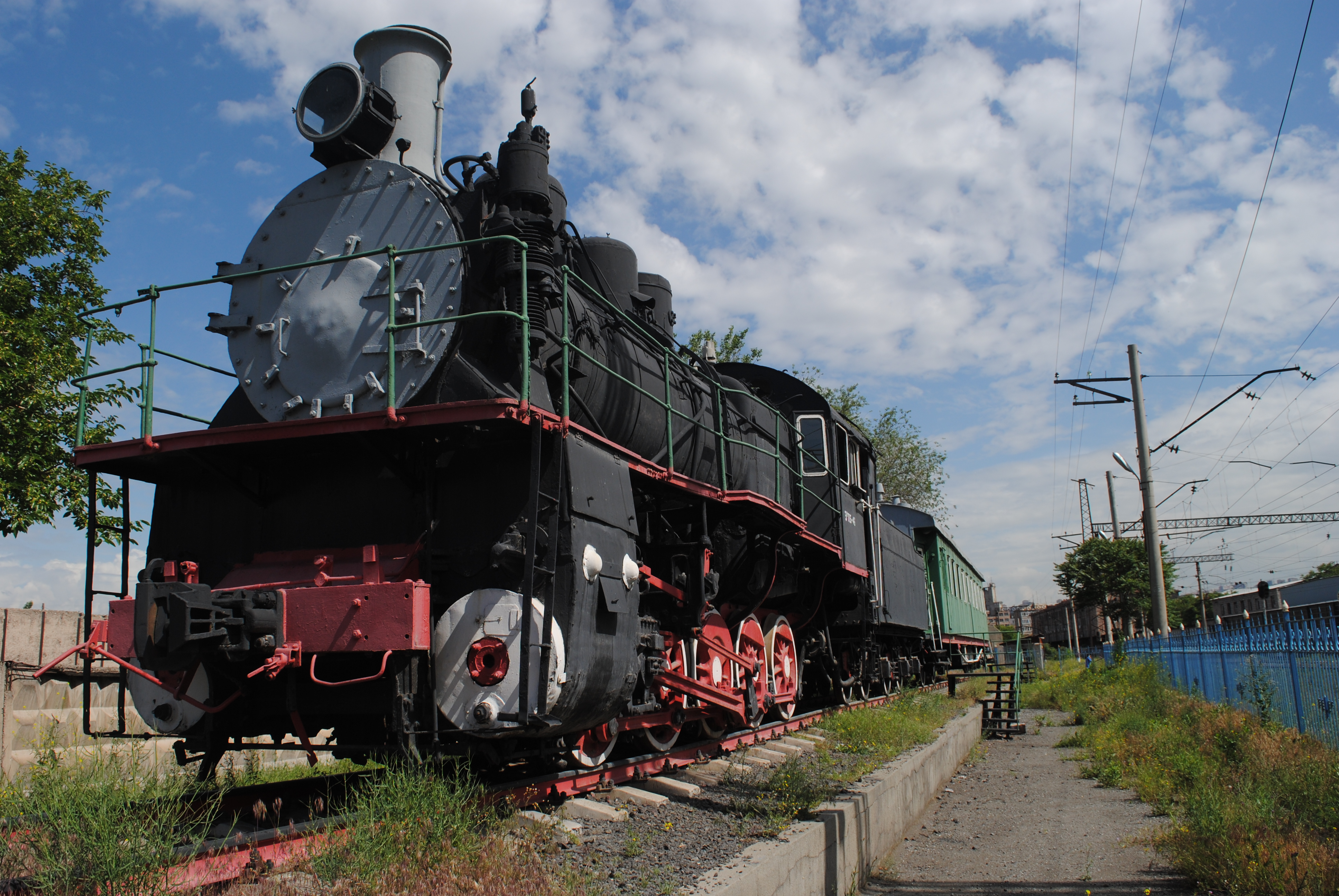
Locomotive 3ա705-46 et son wagon.